# Гаї (Нижньоломовський район)
Гаї́ (рос. Гаи) — присілок у складі Нижньоломовського району Пензенської області, Росія.
Населення — 98 осіб (2010; 116 у 2002).
Національний склад станом на 2002 рік:
- росіяни — 98 %